# Neivamyrmex nigrescens
Neivamyrmex nigrescens (лат.) — вид кочевых муравьёв рода Neivamyrmex из подсемейства Ecitoninae (Formicidae).

## Распространение
Новый Свет: Северная Америка (США, Мексика).

## Описание
Мелкие и средних размеров кочевые муравьи, длина тела рабочих около 5 мм (самки 10—14 мм, крылатые самцы от 11 до 13 мм). Основная окраска красновато-коричневая (самцы до чёрного). Усики рабочих 12-члениковые. Нижнечелюстные щупики 2-члениковые, нижнегубные щупики состоят из 2—3 сегментов. Мандибулы треугольные. Глаза отсутствуют или редуцированы до нескольких фасеток. Оцеллии и усиковые бороздки отсутствуют.  Коготки лапок простые без дополнительных зубцов на вогнутой поверхности. Проподеум округлый, без зубцов. Дыхальца заднегруди расположены в верхнебоковой её части или около средней линии проподеума. Голени средних и задних ног с одной гребенчатой шпорой. Стебелёк между грудкой и брюшком у рабочих состоит из двух члеников. Жало развито.
Ведут кочевой образ жизни. Постоянных гнёзд не имеют, кроме временных бивуаков. Кочевая и оседлая фазы длятся 16 и 20 дней соответственно. Колонии включают от 150 000 дo 250 000 рабочих муравьёв.

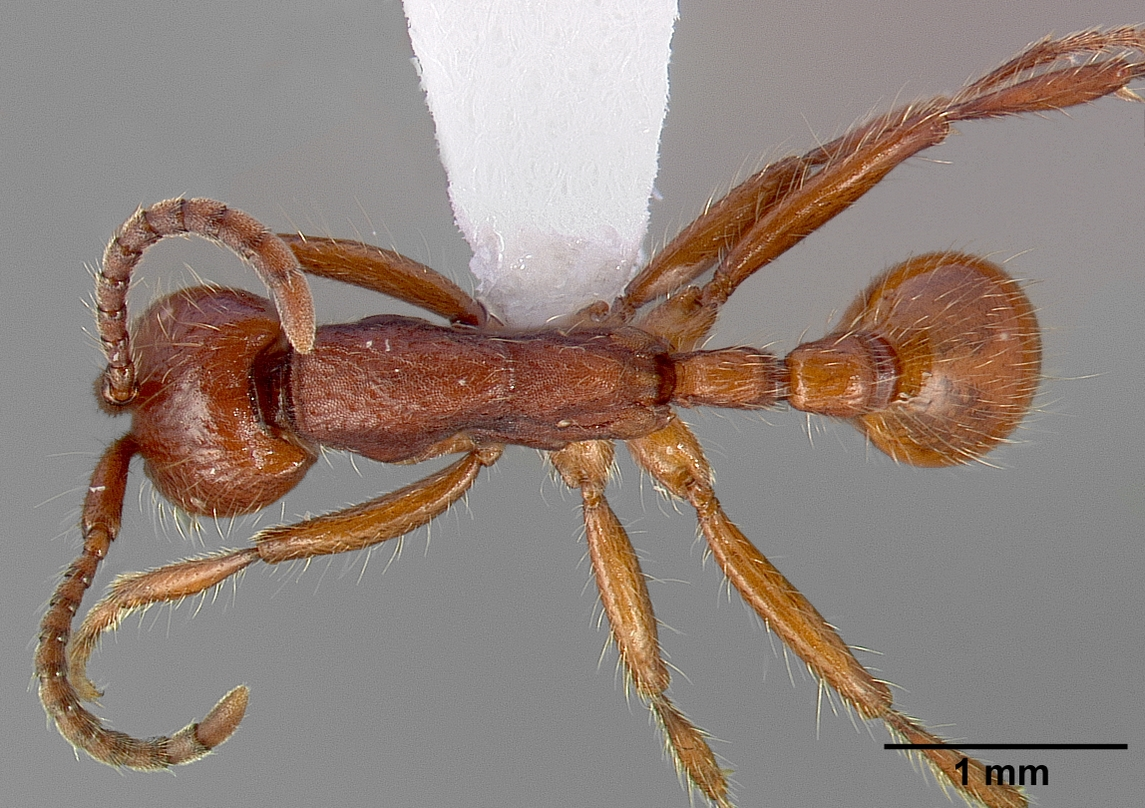
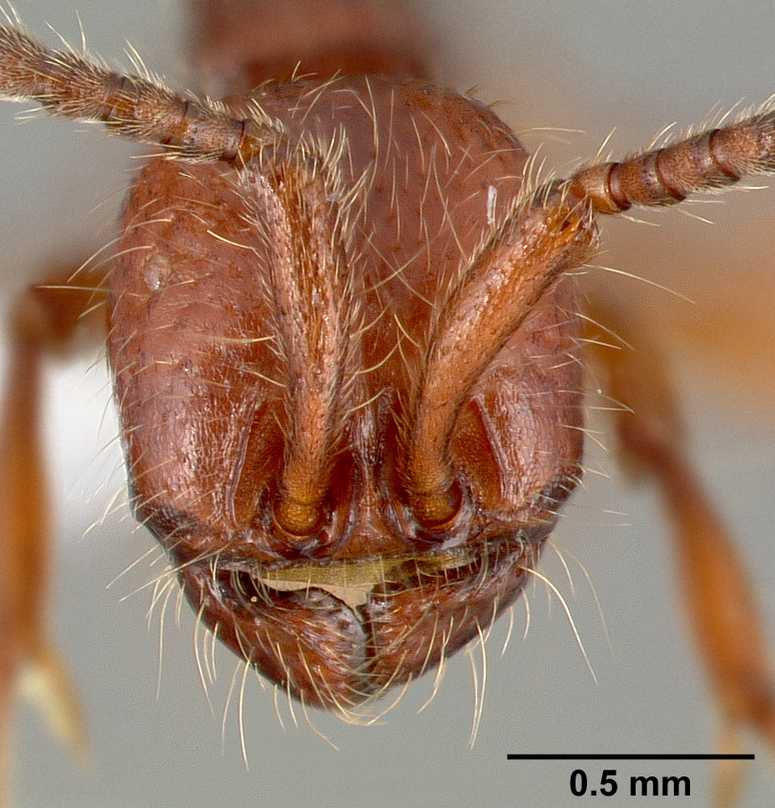
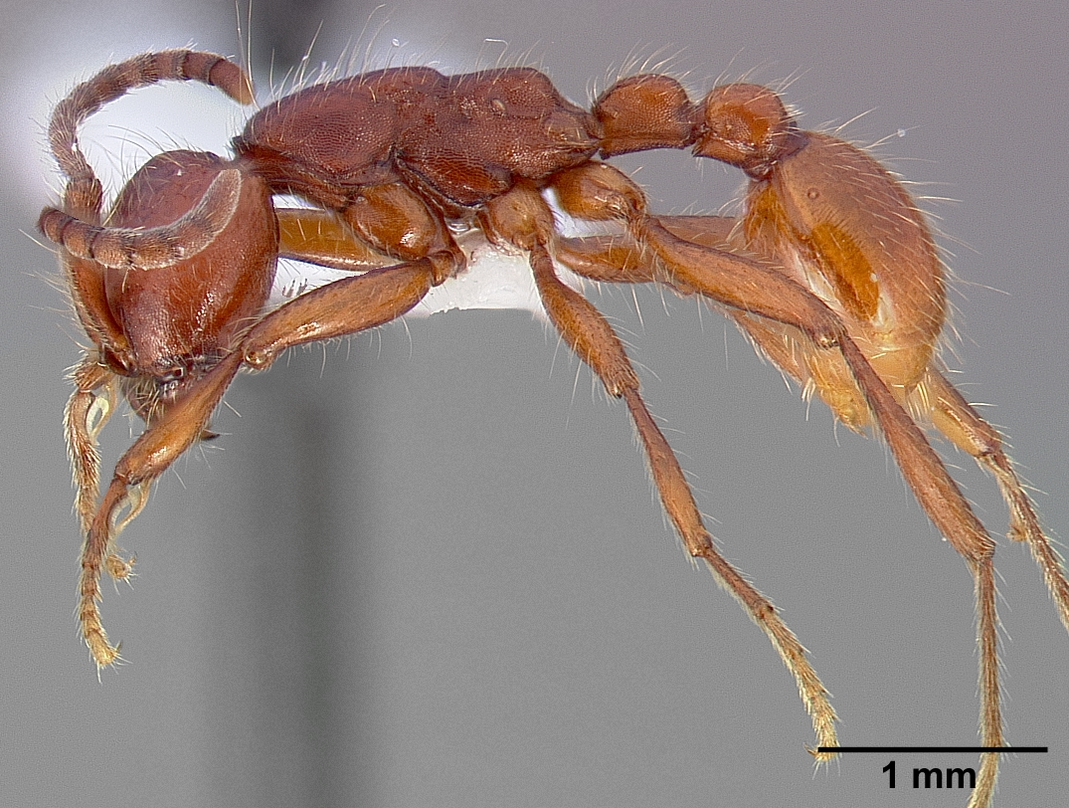
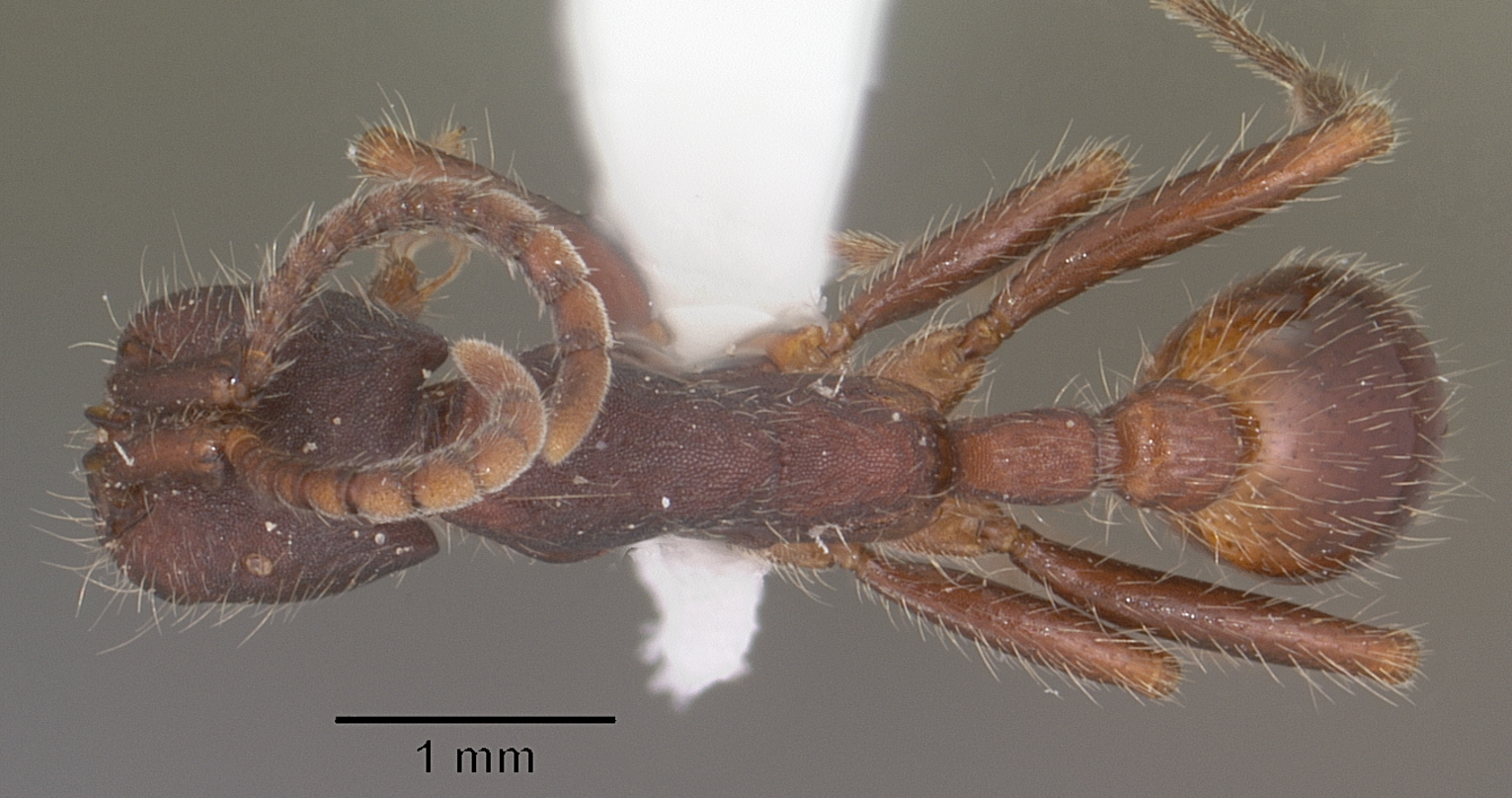
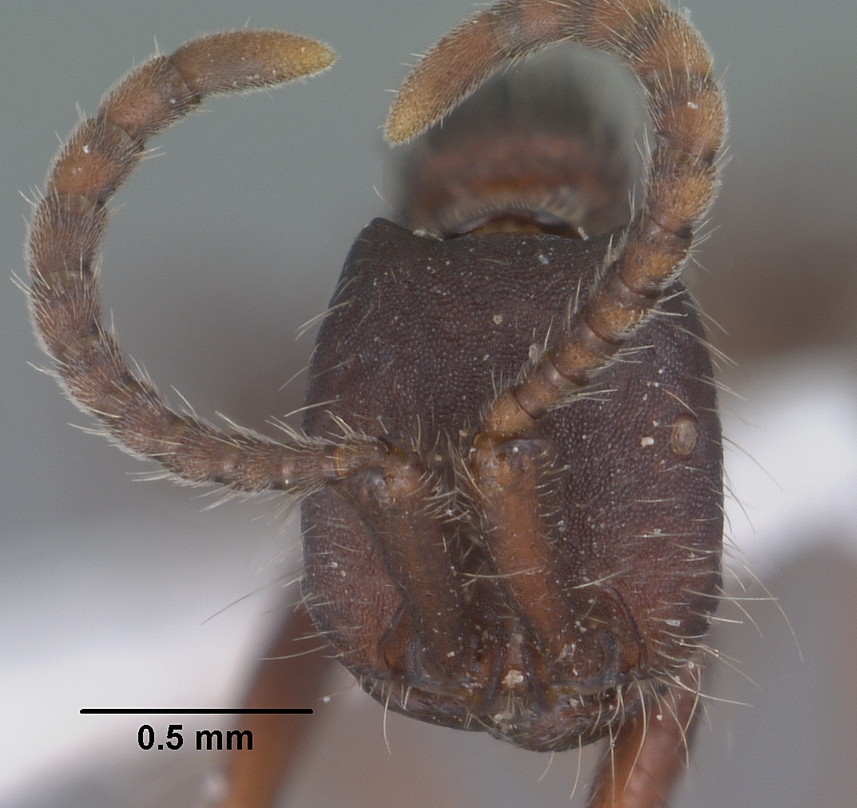